# Боган (река)
Бо́ган (англ. Bogan River) — река в районах Центральный Запад и Орана штата Новый Южный Уэльс, Австралия.
Длина реки — 617 км. Средний расход воды — 8,1 м³/с. Высота устья — 111 м над уровнем моря. Высота истока — 305 м над уровнем моря. Уклон реки — 0,314 м/км.

## География
Боган является частью водного бассейна Муррей—Дарлинг. Река берёт своё начало близ городка Паркс. Общее направление течения — с юго-юго-востока на северо-северо-запад. Близ городка Берк сливается с речушкой Литл-Боган, образуя начало реки Дарлинг. Боган принимает около двадцати притоков. В отличие от большинства других рек региона, Боган имеет маленький уклон, медленное течение и для ирригации не используется. Реку пересекает шоссе Камиларои.
Населённые пункты на реке (от истока к устью)
- Пик-Хилл[англ.]
- Тоттенхем[англ.]
- Нинган[англ.]

## История
Об этимологии названия есть две версии. Согласно первой, боган в переводе с языка коренных жителей — «место рождения известного вождя местного племени». Согласно второй, на гойдельских языках (а среди здешних первых европейских поселенцев было много ирландцев и шотландцев) это слово означает «верховое болото», а именно в таком водоёме берёт своё начало река Боган.
Первым европейцем, изучавшем реку в 1817 году, стал английский путешественник Джон Оксли, который, впрочем, не дал ей названия. Имя реке дал другой англичанин, Чарльз Стерт, во время своего путешествия по региону в 1828—1829 годах: он назвал её Нью-Йерс-Крик, то есть «Новогодний ручей», так как форсировал её 1 января 1829 года. В 1835 году исследование реки продолжил шотландский путешественник Томас Митчелл, который и закрепил за ней нынешнее имя Боган; во время этой экспедиции на берегах реки отстал от группы и был убит туземцами ботаник Ричард Каннингем.
В 1928 году на реке было сильное наводнение. Следующее крупное наводнение случилось в апреле 1990 года, тогда пришлось эвакуировать около 2300 человек. Это стихийное бедствие причинило урон в 47 миллионов долларов, в частности, была повреждена основная железнодорожная артерия штата, Главная Западная железнодорожная линия.